# Cohomología
En matemáticas, específicamente  en topología algebraica, cohomología es un término genérico para una sucesión de grupos abelianos definidos a partir de un complejo de co-cadenas. O sea, la cohomología se define como el estudio abstracto de co-cadenas, cociclos, y cobordes. La cohomología puede ser pensada como un método de asignación de invariantes algebraicos a un espacio topológico que posee una estructura algebraica más refinada que la que tiene homología. La cohomología surge de una dualización algebraica de la construcción de la homología. En términos menos abstractos, las co-cadenas en su sentido fundamental deben asignar 'cantidades' a las cadenas de la teoría de homología.
Desde sus comienzos en la topología, esta idea se convirtió en un método destacado en las matemáticas de la segunda mitad del siglo XX; comenzando por la idea inicial de homología como una relación invariante topológica sobre las cadenas, el rango de aplicaciones de las teorías de homología y cohomología se ha extendido en geometría y  álgebra abstracta. La terminología tiende a ocultar el hecho que en muchas aplicaciones la cohomología, una teoría contravariante, es más natural que una homología. En un nivel básico esto se relaciona con las funciones y pullbacks en situaciones geométricas: dados dos espacios X e Y, y algún tipo de construcción F en Y, para toda aplicación {\displaystyle f\colon X\to Y} la composición  con f crea un objeto {\displaystyle f^{*}F} en X.
Los grupos de cohomología muchas veces también poseen un producto natural, el producto exterior, el cual les otorga una estructura de anillo.
En realidad, una teoría de homología general tiene un significado amplio que abarca tanto a la homología como a la cohomología: al fin de cuentas la dirección de las flechas en una complejo de cadenas no es más que una convención de signos.